# Escape from Mogadishu
Escape from Mogadishu (en hangul 모가디슈; RR: Mogadisyu) es un drama de acción surcoreano, dirigido por Ryoo Seung-wan y protagonizado por Kim Yoon-seok, Jo In-sung, Heo Joon-ho y Kim So-jin. La película, basada en hechos reales, se desarrolla durante la guerra civil somalí y los esfuerzos de las dos Coreas por ser admitidas en las Naciones Unidas a finales de los 80 y principios de los 90. Muestra detalles de un peligroso intento de fuga del país realizado por trabajadores de las embajadas de Corea del Norte y del Sur que se quedaron atrapados durante el conflicto.
Con un coste de producción de veinticuatro mil millones de wones, el estreno de Escape from Mogadishu se había anunciado para el verano de 2020, pero fue aplazado debido a la pandemia de COVID-19. Se estrenó finalmente en cines el 28 de julio de 2021 por Lotte Entertainment en formato IMAX. Recibió recensiones generalmente positivas por parte de la crítica, que alabó sus escenas de acción, su lado humorístico, la dirección, y la vívida interpretación del reparto.
La película alcanzó el puesto número cinco en la taquilla mundial en la primera semana de agosto de 2021, según el informe del 11 de agosto de Screen Daily. A los 56 días del estreno superó los 3,5 millones de billetes vendidos, y se convirtió en la primera película coreana en 2021 en hacerlo.  En noviembre era la película más taquillera del año en Corea del Sur, con una recaudación de 29,35 millones de dólares y 3,61 millones de entradas, según el Korean Film Council.
Escape from Mogadishu fue seleccionada como la candidata de Corea del Sur al Mejor Largometraje Internacional  en los 94.º Academy Awards. También ganó seis  premios en los 30.º Buil Film Awards, incluido el premio a la Mejor película.

## Sinopsis
En Mogadiscio, en medio de una guerra civil en la década de 1990, los empleados de las embajadas de Corea del Norte y Corea del Sur intentan salir de Somalia, en tanto que el presidente Siad Barre está a punto de ser derrocado, provocando el colapso del estado somalí.

## Reparto
- Kim Yoon-seok como Han Sin-seong, embajador de Corea del Sur en Somalia.[11]
- Jo In-sung como Kang Dae-jin, consejero/oficial de inteligencia de ANSP de Corea del Sur.
- Heo Joon-ho como Rim Yong-su, embajador de Corea del Norte en Somalia.[11]
- Koo Kyo-hwan como Tae Joon-ki, consejero/oficial de inteligencia del MSS de Corea del Norte.
- Kim So-jin como Kim Myung-hee, esposa del embajador Han.
- Jung Man-sik como Gong Soo-cheol, secretario del embajador Han.
- Kim Jae-hwa como Jo Soo-jin, miembro del personal del Embajador Han.
- Park Kyung-hye como Park Ji-eun, un traductor del Embajador Han.
- Yoon Kyung-ho como oficial superior de ANSP.[12]
- Lee Jin-hee como Won Mi-sook.

## Producción
El 10 de junio de 2019, Kim Yoon-seok y Jo In-sung consideraron positivamente aparecer en la película del director Ryoo Seung-wan Escape from Mogadishu. Esta fue la primera aparición de los actores juntos, así como su primera aparición en una película de Ryoo Seung-wan. Heo Joon-ho confirmó su participación en junio de 2019.
La película se rodó íntegramente en Marruecos duarnte la segunda mitad de 2019. El trabajo de postproducción comenzó en mayo de 2020.

## Estreno
El 22 de julio, la cadena de cines surcoreana CJ CGV anunció que la película se proyectaría en todos los cines, incluidas las pantallas IMAX, ScreenX, 4DX y 4DX a partir del 28 de julio de 2021. Fue la segunda película coreana, después de la película de acción y terror de 2020 Peninsula, que se exhibió en pantalla simultánea en todos formatos en los cines especiales de CGV.
Escape from Mogadishu fue invitada al 20.º Festival de Cine Asiático de Nueva York (NYAFF) como película de apertura del festival, el cual se llevó a cabo del 6 al 22 de agosto de 2021 en Nueva York. La película se proyectó en el Walter Reade Theatre, Film at Lincoln Center el 6 de agosto de 2021. La película fue también invitada al Festival Internacional de Cine de Nueva Zelanda (NZIFF) en Wellington, donde se proyectó el 5 de noviembre de 2021. También se proyectó como la película de apertura del 16.º Festival de Cine Coreano de Londres el 8 de noviembre de 2021.
La película tuvo amplia difusión en América del Norte durante el verano de 2021.

## Recepción

### Taquilla
La película se estrenó el 28 de julio de 2021 en 1688 pantallas. Según la red informática integrada para las ventas de entradas al cine del Korea Film Council (KoFiC), la película ocupó el primer lugar en la taquilla coreana al registrar 75 624 butacas en venta anticipada el 28 de julio de 2021, superando las ventas de Jungle Cruise. Escape from Mogadishu estableció el récord de la mejor apertura del año 2021 para todas las películas coreanas estrenadas hasta el 28 de julio, al obtener 126 626 espectadores el día de su estreno. A continuación mantuvo su primer lugar en la taquilla coreana en el segundo día con 89 826 espectadores, llevando la audiencia acumulada a 226 569. El largometraje, que movilizó a 540 000 espectadores acumulados en los primeros cuatro días de exhibición, se convirtió en la primera película coreana en 2021 en obtener 500 000 espectadores en el período de tiempo más corto. También mantiene su primera posición en la taquilla coreana.
Escape from Mogadishu obtuvo un millón de entradas acumuladas en sus siete primeros días, convirtiéndose así en la película coreana más vista de 2021 y superando las cifras de taquilla de la película Hard Hit. Superó los dos millones de espectadores el día decimoséptimo desde su estreno y los tres millones el día trigésimo tercero. Por último, tardó 56 días en cruzar la marca de los tres millones y medio de espectadores, y fue la primera película coreana que lo consiguió en 2021.
| Entradas vendidas y posición en taquilla por fin de semana | Entradas vendidas y posición en taquilla por fin de semana | Entradas vendidas y posición en taquilla por fin de semana |
| Fin de semana                                              | Entradas (acumuladas)                                      | Posición en taquilla                                       |
| ---------------------------------------------------------- | ---------------------------------------------------------- | ---------------------------------------------------------- |
| Al 3 de octubre de 2021                                    | 3 583 662                                                  | 9.º                                                        |
| Al 26 de septiembre de 2021                                | 3 562 885                                                  | 6.º                                                        |
| Al 19 de septiembre de 2021                                | 3 454 867                                                  | 6.º                                                        |
| Al 12 de septiembre de 2021                                | 3 381 894                                                  | 2.º                                                        |
| Al 5 de septiembre de 2021                                 | 3 248 467                                                  | 3.º                                                        |
| Al 29 de agosto de 2021                                    | 3 058 562                                                  | 3.º                                                        |
| Al 22 de agosto de 2021                                    | 2 780 872                                                  | 3.º                                                        |
| Al 15 de agosto de 2021                                    | 2 318 967                                                  | 2.º                                                        |
| Al 8 de agosto de 2021                                     | 1 712 251                                                  | 1.º                                                        |
| Al 1 de agosto de 2021                                     | 788 113                                                    | 1.º                                                        |

### Acogida crítica
Kim Ji-eun (Newsis) escribe que las escenas de acción fueron espectaculares y el humor, aunque pequeño, destacó. Ella opina que la película retrata vívidamente los horrores de la guerra y las emociones de los personajes que le hicieron frente. Kim siete que el paisaje exótico de Marruecos, el lugar de rodaje, en sí mismo es el personaje principal de la película. Al finalizar su reseña, escribe: «No es un entretenimiento ligero. Si bien el trasfondo histórico y el escenario pesados dominan la pantalla, la atención se centra en qué tipo de variable  la emoción contenida que utiliza la realidad, lo que afectará al resultado en taquilla».
Kim Seong-hyeon (YTN), opina que el director Ryoo Seung-wan ha reproducido la guerra civil de Somalia en 1990 como si fuera en 2021, y ha retratado la tensa  situación tan bien que la audiencia la experimentará vívidamente. Al mencionar la escena de huida del centro de la ciudad, Seong-hyeon dice que es lo más destacado de la película. Considera que incluso en situaciones tensas el humor está bien ubicado, y, señalando que algunos diálogos y acciones de personajes y de gente del pueblo somalí parecen contener mensajes intencionales, concluye la reseña diciendo: «Sin embargo, Escape from Mogadishu ofrece un intenso placer cinematográfico suficiente para compensar todo esto».
Kim Ji-won, de Ten Asia, abre su reseña escribiendo que «el placer audiovisual y el humanismo que trasciende la ideología están debidamente armonizados. [...] las escenas de acción contienen la psicología desesperada de los personajes, aportando entretenimiento y profundidad». En su opinión, la escena de la fuga es lo más destacado de la película, ya que la secuencia transmite la desesperanza de los personajes, los horrores de la guerra y el olor a sudor. Elogia la actuación del conjunto y escribe: «... los actores secundarios interpretaron sus papeles en sus respectivos lugares, completando una historia animada». Para concluir, Ji-won añade en su artículo: «la mayoría de las películas coreanas que tratan sobre conflictos intercoreanos usan un código exprimidor de lágrimas, pero Escape from Mogadishu da una impresión nítida con expresiones dramáticas y simples sin ser demasiado emocionales».
Richard Kuipers (Variety), elogiando el guion y la dirección de Ryoo Seung-wan, escribe que «el thriller de aventuras surcoreano propulsivo e inteligentemente escrito» ha sido dirigido «enérgicamente». También elogia la actuación del conjunto. A Kuipers le ha gustado el clímax de persecución de automóviles destrozados en las calles de Mogadiscio, y concluye: «aunque el resultado nunca está en duda, la ejecución de esta carrera de supervivencia es realmente emocionante».
Panos Kotzathanasis, de HanCinema, destaca tres elementos de la dirección de Ryoo Seung-wan en la película. El primero consiste en la caracterización, que ayudó a los actores a dar una actuación loable. El segundo es la acción, por la que Kotzathanasis elogió la fotografía de Choi Young-hwan calificándola de «excepcional», y el montaje de Lee Gang-hui. Y el tercero se basa en lo narrativo, con el humor añadido, «[..] que aparece en los momentos más inesperados para aligerar los ánimos». Kotzathanasis finaliza la reseña escribiendo: «Escape from Mogadishu es una gran película de acción que también funciona muy bien en un nivel contextual, debido a la plétora de elementos sociopolíticos incluidos».
James Marsh (South China Morning Post), califica la película con tres estrellas en una escala de cinco, y escribe: «Ryoo, que se ha especializado en cine de acción con testosterona, hace un buen uso de sus lugares polvorientos y áridos para acentuar la abrumadora sensación de peligro de los personajes y su vulnerabilidad».

## Premios y nominaciones
| Año  | Premio                                          | Categoría                           | Candidato                          | Resultado | Ref.                        |
| ---- | ----------------------------------------------- | ----------------------------------- | ---------------------------------- | --------- | --------------------------- |
| 2021 | 30.º Premios Buil Film                          | Mejor película                      | Escape from Mogadishu              | Ganadora  | [ 10 ] [ 38 ]               |
| 2021 | 30.º Premios Buil Film                          | Mejor director                      | Ryoo Seung-wan                     | Nominado  | [ 10 ] [ 38 ]               |
| 2021 | 30.º Premios Buil Film                          | Mejor actor                         | Kim Yoon-seok                      | Nominado  | [ 10 ] [ 38 ]               |
| 2021 | 30.º Premios Buil Film                          | Mejor actor de reparto              | Heo Joon-ho                        | Ganador   | [ 10 ] [ 38 ]               |
| 2021 | 30.º Premios Buil Film                          | Mejor actor de reparto              | Koo Kyo-hwan                       | Nominado  | [ 10 ] [ 38 ]               |
| 2021 | 30.º Premios Buil Film                          | Mejor guion                         | Ryoo Seung-wan y Lee Ki-cheol      | Ganadores | [ 10 ] [ 38 ]               |
| 2021 | 30.º Premios Buil Film                          | Mejor fotografía                    | Choi Young-hwan                    | Ganador   | [ 10 ] [ 38 ]               |
| 2021 | 30.º Premios Buil Film                          | Mejor música                        | Bang Jun-seok                      | Ganador   | [ 10 ] [ 38 ]               |
| 2021 | 30.º Premios Buil Film                          | Premio técnico                      | Kim Bo-mook (diseño de producción) | Nominado  | [ 10 ] [ 38 ]               |
| 2021 | 30.º Premios Buil Film                          | Premio técnico                      | Yoon Dae-won (artes marciales)     | Nominado  | [ 10 ] [ 38 ]               |
| 2021 | 30.º Premios Buil Film                          | Estrella del año                    | Jo In-sung                         | Ganador   | [ 39 ]                      |
| 2021 | 42.º Premios Blue Dragon Film                   | Mejor película                      | Escape from Mogadishu              | Ganadora  | [ 40 ] [ 41 ] [ 42 ] [ 43 ] |
| 2021 | 42.º Premios Blue Dragon Film                   | Mejor director                      | Ryoo Seung-wan                     | Ganador   | [ 40 ] [ 41 ] [ 42 ] [ 43 ] |
| 2021 | 42.º Premios Blue Dragon Film                   | Mejor actor                         | Kim Yoon-seok                      | Nominado  | [ 40 ] [ 41 ] [ 42 ] [ 43 ] |
| 2021 | 42.º Premios Blue Dragon Film                   | Mejor actor                         | Jo In-sung                         | Nominado  | [ 40 ] [ 41 ] [ 42 ] [ 43 ] |
| 2021 | 42.º Premios Blue Dragon Film                   | Mejor actor de reparto              | Heo Joon-ho                        | Ganador   | [ 40 ] [ 41 ] [ 42 ] [ 43 ] |
| 2021 | 42.º Premios Blue Dragon Film                   | Mejor actor de reparto              | Koo Kyo-hwan                       | Nominado  | [ 40 ] [ 41 ] [ 42 ] [ 43 ] |
| 2021 | 42.º Premios Blue Dragon Film                   | Estrella popular                    | Koo Kyo-hwan                       | Ganador   | [ 40 ] [ 41 ] [ 42 ] [ 43 ] |
| 2021 | 42.º Premios Blue Dragon Film                   | Mejor guion                         | Ryoo Seung-wan y Lee Ki-cheol      | Nominado  | [ 40 ] [ 41 ] [ 42 ] [ 43 ] |
| 2021 | 42.º Premios Blue Dragon Film                   | Mejor iluminación                   | Lee Jaehyeok                       | Nominado  | [ 40 ] [ 41 ] [ 42 ] [ 43 ] |
| 2021 | 42.º Premios Blue Dragon Film                   | Mejor montaje                       | Lee Gang-hui                       | Nominado  | [ 40 ] [ 41 ] [ 42 ] [ 43 ] |
| 2021 | 42.º Premios Blue Dragon Film                   | Mejor dirección artística           | Kim Bo-mook                        | Ganador   | [ 40 ] [ 41 ] [ 42 ] [ 43 ] |
| 2021 | 42.º Premios Blue Dragon Film                   | Mejor música                        | Bang Jun-seok                      | Nominado  | [ 40 ] [ 41 ] [ 42 ] [ 43 ] |
| 2021 | 42.º Premios Blue Dragon Film                   | Premio técnico                      | Efectos especiales                 | Nominada  | [ 40 ] [ 41 ] [ 42 ] [ 43 ] |
| 2021 | 42.º Premios Blue Dragon Film                   | Premio técnico                      | Especialistas                      | Nominada  | [ 40 ] [ 41 ] [ 42 ] [ 43 ] |
| 2021 | 42.º Premios Blue Dragon Film                   | Película más popular                | Escape from Mogadishu              | Ganador   | [ 40 ] [ 41 ] [ 42 ] [ 43 ] |
| 2021 | 41.º Premios Korean Association of Film Critics | Mejor director                      | Ryoo Seung-wan                     | Ganador   | [ 44 ] [ 45 ]               |
| 2021 | 41.º Premios Korean Association of Film Critics | Mejor actor de reparto              | Heo Joon-ho                        | Ganador   | [ 44 ] [ 45 ]               |
| 2021 | 41.º Premios Korean Association of Film Critics | Mejor música                        | Bang Jun-seok                      | Ganador   | [ 44 ] [ 45 ]               |
| 2021 | 41.º Premios Korean Association of Film Critics | Mejor fotografía                    | Choi Young-hwan                    | Ganador   | [ 44 ] [ 45 ]               |
| 2021 | 41.º Premios Korean Association of Film Critics | Premio 10 Films                     | Escape from Mogadishu              | Ganadora  | [ 44 ] [ 45 ]               |
| 2021 | 8.º Premios Korean Film Writers Association     | Mejor película                      | Escape from Mogadishu              | Ganadora  | [ 46 ]                      |
| 2021 | 8.º Premios Korean Film Writers Association     | Mejor actor de reparto              | Heo Joon-ho                        | Ganador   | [ 46 ]                      |
| 2021 | 8.º Premios Korean Film Writers Association     | Mejor fotografía e iluminación      | Choi Young-hwan                    | Ganador   | [ 46 ]                      |
| 2021 | 8.º Premios Korean Film Writers Association     | Mejor dirección artística y técnica | Lee Jae-hyeok y Kim Bo-muk         | Ganadores | [ 46 ]                      |
| 2021 | 8.º Premios Korean Film Writers Association     | Mejores efectos especiales          | Lee Hee-kyung                      | Ganador   | [ 46 ]                      |
| 2022 | 58.º Premios Baeksang Arts                      | Gran Premio - cine                  | Ryoo Seung-wan                     | Ganador   | [ 47 ] [ 48 ] [ 49 ]        |
| 2022 | 58.º Premios Baeksang Arts                      | Mejor película                      | Escape from Mogadishu              | Ganadora  | [ 47 ] [ 48 ] [ 49 ]        |
| 2022 | 58.º Premios Baeksang Arts                      | Mejor director                      | Ryoo Seung-wan                     | Nominado  | [ 47 ] [ 48 ] [ 49 ]        |
| 2022 | 58.º Premios Baeksang Arts                      | Mejor actor                         | Kim Yoon-seok                      | Nominado  | [ 47 ] [ 48 ] [ 49 ]        |
| 2022 | 58.º Premios Baeksang Arts                      | Mejor actor de reparto              | Koo Kyo-hwan                       | Nominado  | [ 47 ] [ 48 ] [ 49 ]        |
| 2022 | 58.º Premios Baeksang Arts                      | Mejor actor de reparto              | Heo Juoon-ho                       | Nominado  | [ 47 ] [ 48 ] [ 49 ]        |
| 2022 | 58.º Premios Baeksang Arts                      | Mejor actriz de reparto             | Kim So-jin                         | Nominada  | [ 47 ] [ 48 ] [ 49 ]        |
| 2022 | 58.º Premios Baeksang Arts                      | Mejor actriz de reparto             | Kim Jae-hwa                        | Nominada  | [ 47 ] [ 48 ] [ 49 ]        |
| 2022 | 58.º Premios Baeksang Arts                      | Mejor guion                         | Ryoo Seung-wan y Lee Ki-cheol      | Nominados | [ 47 ] [ 48 ] [ 49 ]        |
| 2022 | 58.º Premios Baeksang Arts                      | Mejor fotografía                    | Choi Young-hwan                    | Ganador   | [ 47 ] [ 48 ] [ 49 ]        |
| 2022 | Fantasporto                                     | Mejor película Orient Express       | Escape from Mogadishu              | Ganador   | [ 50 ] [ 51 ]               |
| 2022 | Premios Chunsa Film Art 2022                    | Mejor director                      | Ryoo Seung-wan                     | Nominado  | [ 52 ] [ 53 ] [ 54 ]        |
| 2022 | Premios Chunsa Film Art 2022                    | Mejor guion                         | Ryoo Seung-wan y Lee Gi-cheol      | Nominados | [ 52 ] [ 53 ] [ 54 ]        |
| 2022 | Premios Chunsa Film Art 2022                    | Premio técnico (fotografía)         | Choi Young-hwan                    | Ganador   | [ 52 ] [ 53 ] [ 54 ]        |
| 2022 | Premios Chunsa Film Art 2022                    | Premio técnico (música)             | Bang Jun-seok                      | Nominado  | [ 52 ] [ 53 ] [ 54 ]        |
| 2022 | Premios Chunsa Film Art 2022                    | Mejor actor                         | Kim Yoon-seok                      | Nominado  | [ 52 ] [ 53 ] [ 54 ]        |
| 2022 | Premios Chunsa Film Art 2022                    | Mejor actor de reparto              | Heo Joon-ho                        | Nominado  | [ 52 ] [ 53 ] [ 54 ]        |
| 2022 | Premios Chunsa Film Art 2022                    | Mejor actor de reparto              | Koo Kyo-hwan                       | Nominado  | [ 52 ] [ 53 ] [ 54 ]        |
| 2022 | Premios Chunsa Film Art 2022                    | Mejor actriz de reparto             | Kim So-jin                         | Nominada  | [ 52 ] [ 53 ] [ 54 ]        |